# Limenitis disippe
Limenitis disippe är en fjärilsart som beskrevs av Jean Baptiste Godart 1823. Limenitis disippe ingår i släktet Limenitis och familjen praktfjärilar. Inga underarter finns listade i Catalogue of Life.